# قرار مجلس الأمن التابع للأمم المتحدة رقم 1118
قرار مجلس الأمن التابع للأمم المتحدة رقم 1118، المتخذ بالإجماع في 30 يونيو 1997، بعد إعادة التأكيد على القرار 696 (1991) وجميع القرارات اللاحقة بشأن أنغولا، أنشأ المجلس بعثة مراقبي الأمم المتحدة في أنغولا لتحل محل بعثة الأمم المتحدة الثالثة للتحقق في أنغولا.
واعترف مجلس الأمن بالمساهمة الهامة التي قدمها حفظة السلام التابعون لبعثة التحقق الثالثة لعملية السلام في أنغولا. في غضون ذلك، تم تشكيل حكومة وحدة وطنية ومصالحة ضمت فيها يونيتا. واضطر كلا الطرفين إلى مواصلة تنفيذ المهام السياسية والعسكرية المتبقية، بينما أُعرب عن القلق إزاء الهجمات التي شنتها يونيتا على أفراد بعثة الأمم المتحدة الثالثة للتحقق في أنغولا والتوتر في المقاطعات الشمالية الشرقية.
وتقرر بعد ذلك أن تبدأ البعثة اعتبارا من 1 تموز / يوليو 1997 لفترة أولية تنتهي في 31 تشرين الأول / أكتوبر 1997، على أمل أن تنتهي البعثة بحلول 1 شباط / فبراير 1998. وكُلفت البعثة أيضاً بالمسؤولية عن جميع عناصر بعثة الأمم المتحدة الثالثة للتحقق في أنغولا التي لا تزال في أنغولا. وطُلب من حكومة أنغولا ويونيتا الامتناع عن العنف وإبلاغ البعثة بجميع تحركات القوات. وطالب أيضاً يونيتا بتزويد اللجنة المشتركة بمعلومات كاملة فيما يتعلق بقواتها العسكرية، بما في ذلك المفرزة الأمنية لزعيم أكبر حزب معارض، ما يسمى "شرطة التعدين"، وأفراد يونيتا المسلحين العائدين من خارج الحدود الوطنية، وأي من أفراد يونيتا المسلحين الآخرين الذين لم يسبق لهم تقديم تقارير إلى الأمم المتحدة، حتى يمكن نزع سلاحهم وتسريحهم.
وطُلب من الأمين العام كوفي عنان تقديم تقرير عن الحالة بحلول 15 آب / أغسطس 1997.

## روابط خارجية
- نص القرار في undocs.org